# Deportivo Cañas Fútbol Club
Deportivo Cañas Fútbol Club fue un club de fútbol profesional costarricense, de la ciudad de Cañas en la provincia norteña de Guanacaste, militó en la Liga de Ascenso de Costa Rica.

## Historia
Su nombre anterior era Asociación Deportiva Cartagena. Pero debido a una deuda de ¢8 millones que ese club mantenía con la Caja Costarricense del Seguro Social (CCSS), un empresario local llamado Gerardo Brenes compró la franquicia para evitar que desapareciera por completo, la Junta Directiva tuvo que pasar todas las acciones a Brenes, quien se hizo cargo de pagar todas las deudas del equipo.
De paso, Brenes se encargó de buscar apoyo de la empresa privada en Santa Cruz, Carrillo y La Cruz, pero solo comerciantes del cantón de Cañas despertaron interés, por lo que ahora los partidos se realizarán en el Estadio Municipal de Cañas.
Según Ottón Cabalceta, presidente en su momento de la Junta Directiva del equipo de Cartagena, la causa real por la cual se trasladó la franquicia fue la deuda que don Víctor Rizo, su expresidente dejaría con la Caja.
En agosto de 2013, llega un acuerdo con la ADR Jicaral de Puntarenas, y cede su puesto en el Torneo Apertura 2013 de Segunda División de Costa Rica, desapareciendo de la Segunda División.